# Caraffa

Una caraffa del tipo detto, a Roma, "fojetta"

Una caraffa è un recipiente di vetro o cristallo che permette di servire liquidi come acqua o vino. 
È caratterizzata dalla presenza di un corpo panciuto e di un lungo collo che ne permette l'impugnatura. Può anche essere presente un tappo dello stesso materiale della caraffa o più raramente in sughero.

## Usi
Può essere utilizzata per far decantare i vini che presentano dei depositi sul fondo della bottiglia e per facilitare l'aerazione del vino (si parla in questo caso di decanter), favorendo lo sviluppo degli aromi e la riduzione dei tannini.
La caraffa può essere utilizzata anche per servire l'acqua da tavola.